# Préfailles
Préfailles (bret. Pradvael, gallo Préfaylh) – miejscowość i gmina we Francji, w regionie Kraj Loary, w departamencie Loara Atlantycka.
Według danych na rok 2010 gminę zamieszkiwało 1256 osób, a gęstość zaludnienia wynosiła 257 osób/km².